# Kim Čchol-min
Kim Čchol-min (korejsky 김철민, anglický přepis: Kim Cheol-min; * 29. listopadu 1992 Soul) je jihokorejský rychlobruslař a bývalý shorttrackař.
Původně závodil v short tracku, v roce 2011 získal zlatou medaili na světovém šampionátu družstev. Domácích závodů v klasickém rychlobruslení se účastnil již v letech 2003–2007, definitivně se tomuto sportu začal věnovat v roce 2011. Startoval na Mistrovství světa juniorů 2012, kde získal bronz z tratě 5000 m a stříbro ze stíhacího závodu družstev. Ve Světovém poháru debutoval na jaře 2013, tehdy také pomohl jihokorejskému týmu vybojovat stříbro na Mistrovství světa. Ze Zimní univerziády 2013 si přivezl zlatou medaili ze stíhacího závodu družstev, v téže disciplíně získal stříbro na Zimních olympijských hrách 2014 (kromě toho skončil v olympijském závodu na 5000 m na 24. místě). Na MS 2015 vybojoval s jihokorejským týmem ve „stíhačce“ bronzovou medaili. V sezóně 2014/2015 dosáhl prvenství v celkovém hodnocení Světového poháru ve stíhacích závodech družstev.